# Campionato del mondo femminile di scacchi 2020
Il campionato del mondo femminile di scacchi 2020 fu un match tra la campionessa mondiale uscente Ju Wenjun, e la sfidante per il titolo mondiale Aleksandra Gorjačkina, che si disputò tra Shanghai e Vladivostok dal 3 al 24 gennaio del 2020. La sfida venne vinta dal grande maestro cinese, che mantenne il titolo, trionfando agli spareggi per 2,5-1,5.
In questa edizione venne interrotta l'alternanza tra la formula del torneo a eliminazione diretta e quello del match e venne reintrodotto il formato dell'incontro tra campionessa e sfidante, ripristinando il Torneo delle candidate, come metodo per stabilire una sfidante.

## Torneo delle candidate 2019
Il Torneo delle candidate venne disputato a Kazan', in Russia, presso la struttura del Nogai Hotel, dal 31 maggio al 17 giugno 2019. Fu un torneo ad otto partecipanti con doppio girone all'italiana, le partecipanti furono: Kateryna Lahno, Marija Muzyčuk, Aleksandra Kostenjuk in quanto semifinaliste del Mondiale 2018; Anna Muzyčuk, Valentina Gunina, Tan Zhongyi, Aleksandra Gorjačkina e Nana Dzagnidze qualificate come ranking. Il torneo fu vinto dalla Gorjačkina con il punteggio di 9,5 su 14 con un punto e mezzo di vantaggio sulla seconda Anna Muzyčuk.

## Il match mondiale
Il match si disputò al meglio delle dodici partite, aggiungendo due partite rispetto alle dieci della sfida del 2018 tra Tan Zhongyi e Ju Wenjun. Dal 4 al 12 gennaio l'incontro si disputò nell'InterContinental Shanghai Jing'An Hotel di Shanghai, dal 15 al 22 gennaio l'incontro si disputò all'Università federale dell'Estremo oriente di Vladivostok.
In caso di parità al termine delle dodici partite a cadenza standard, sarebbero state disputate quattro partite rapid con il tempo di 25 minuti e 10 secondi di incremento a mossa, con l'ulteriore parità sarebbe stato disputato un mini-match di 2 partite blitz con il tempo di 5 minuti e 3 secondi di incremento, che in caso di ulteriore parità sarebbe stato ripetuto per un totale di cinque volte. Dopo il quinto match blitz finito pari il mondiale sarebbe stato deciso con il metodo sudden death con 5 minuti per il bianco e 4 minuti per il nero, con 2 secondi di incremento per entrambe le giocatrici da mossa 61.
Il match regolare si concluse dopo alcuni capovolgimenti di fronte che videro la Ju andare in vantaggio nel match di un solo punto per due volte e la russa andare in vantaggio, sempre di un solo punto, soltanto una volta. La Gorjačkina ottenne di pareggiare il match all'ultima partita quando la sua posizione di svantaggio la costringeva a giocare soltanto per la vittoria. Il grande maestro russo alla dodicesima partita riuscì con il bianco a sorprendere la campionessa mondiale, giocando la variante Čigorin della partita di donna (1.d4 d5 2.Cc3), un'apertura poco adottata ad alto livello, che colse impreparata la Ju, consentendole di portare a casa il punto e giocarsi il titolo agli spareggi. Nel match di spareggio rapid, nonostante la russa dominò le prime due partite non riuscì mai a concretizzare il vantaggio, mentre la terza partita di spareggio andò a favore della cinese, con la Gorjačkina che si ritrovò di nuovo nella situazione di giocare soltanto per un risultato su tre per non perdere il match. Tuttavia ancora una volta, nonostante una buona partita, non ottenne che una patta, che consentì alla Ju di conservare il titolo.
|                                | 1 | 2 | 3 | 4 | 5 | 6 | 7 | 8 | 9 | 10 | 11 | 12 | Totale |
| ------------------------------ | - | - | - | - | - | - | - | - | - | -- | -- | -- | ------ |
| Ju Wenjun (Cina)               | ½ | ½ | ½ | 1 | 0 | ½ | ½ | 0 | 1 | 1  | ½  | 0  | 6      |
| Aleksandra Gorjačkina (Russia) | ½ | ½ | ½ | 0 | 1 | ½ | ½ | 1 | 0 | 0  | ½  | 1  | 6      |
|                                | 1 | 2 | 3 | 4 | Totale |
| ------------------------------ | - | - | - | - | ------ |
| Ju Wenjun (Cina)               | ½ | ½ | 1 | ½ | 2,5    |
| Aleksandra Gorjačkina (Russia) | ½ | ½ | 0 | ½ | 1,5    |